# أندرو جاكسون وارنر
أندرو جاكسون وارنر (بالإنجليزية: Andrew Jackson Warner) هو مهندس معماري أمريكي، ولد في 17 مارس 1833 في نيو هيفن في الولايات المتحدة، وتوفي في 4 سبتمبر 1910 في روتشستر في الولايات المتحدة.